# 共和国街 (阿维尼翁)

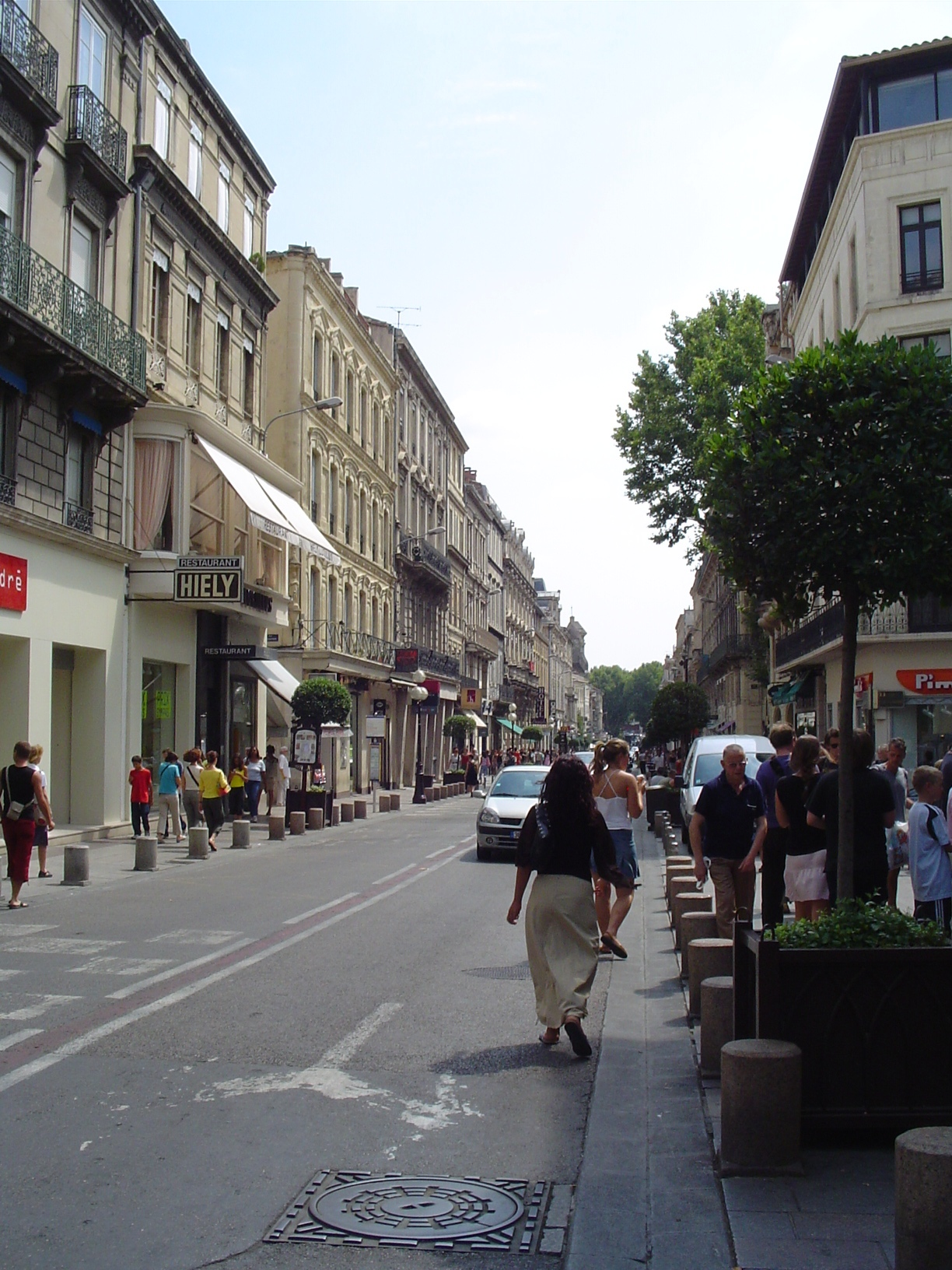

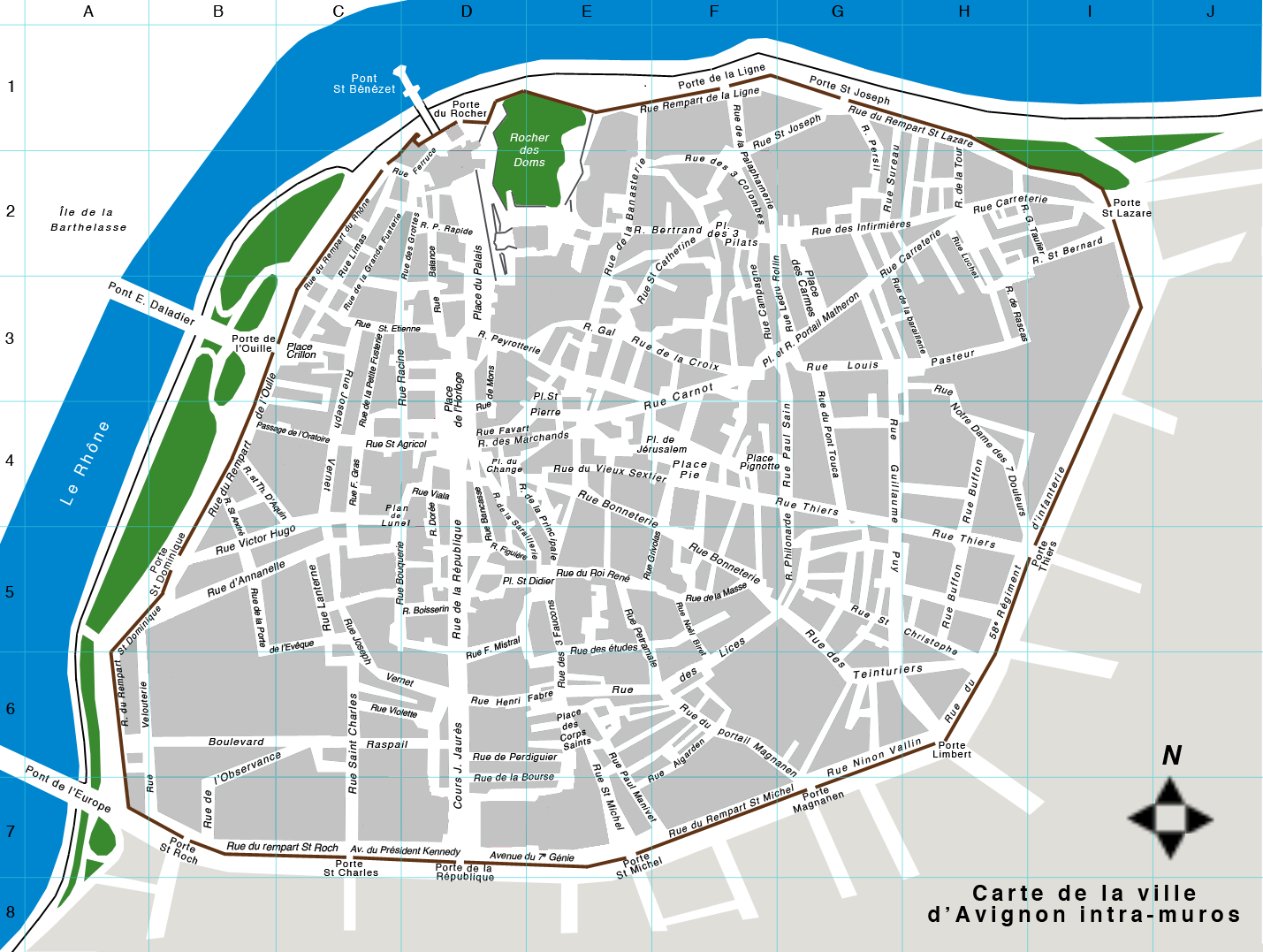

43°56′45″N 4°48′45″E / 43.94583°N 4.81250°E
共和国街（法語：Rue de la République）是法国南部城市阿维尼翁的少数干道之一，开辟于1856年-1867年，系拆除原来的圣马可街（rue Saint-Marc）新建的林荫大道，称为波拿巴街（rue Bonaparte）。它连结时钟广场（Place de l'Horloge）与共和国门（Porte de la République）外通往巴黎的新火车站。宽15至25米。 

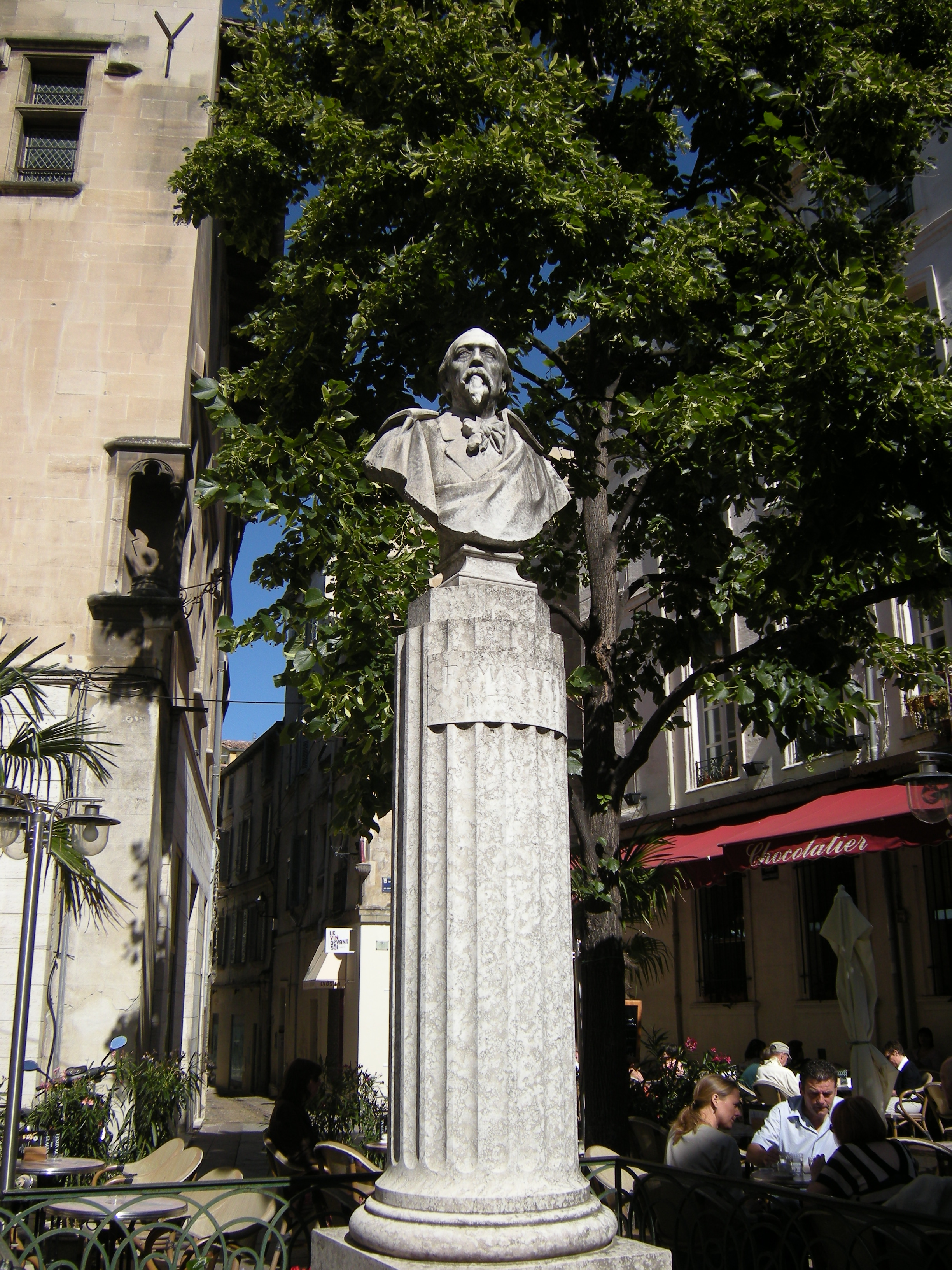
弗雷德里克·米斯特拉尔半身像
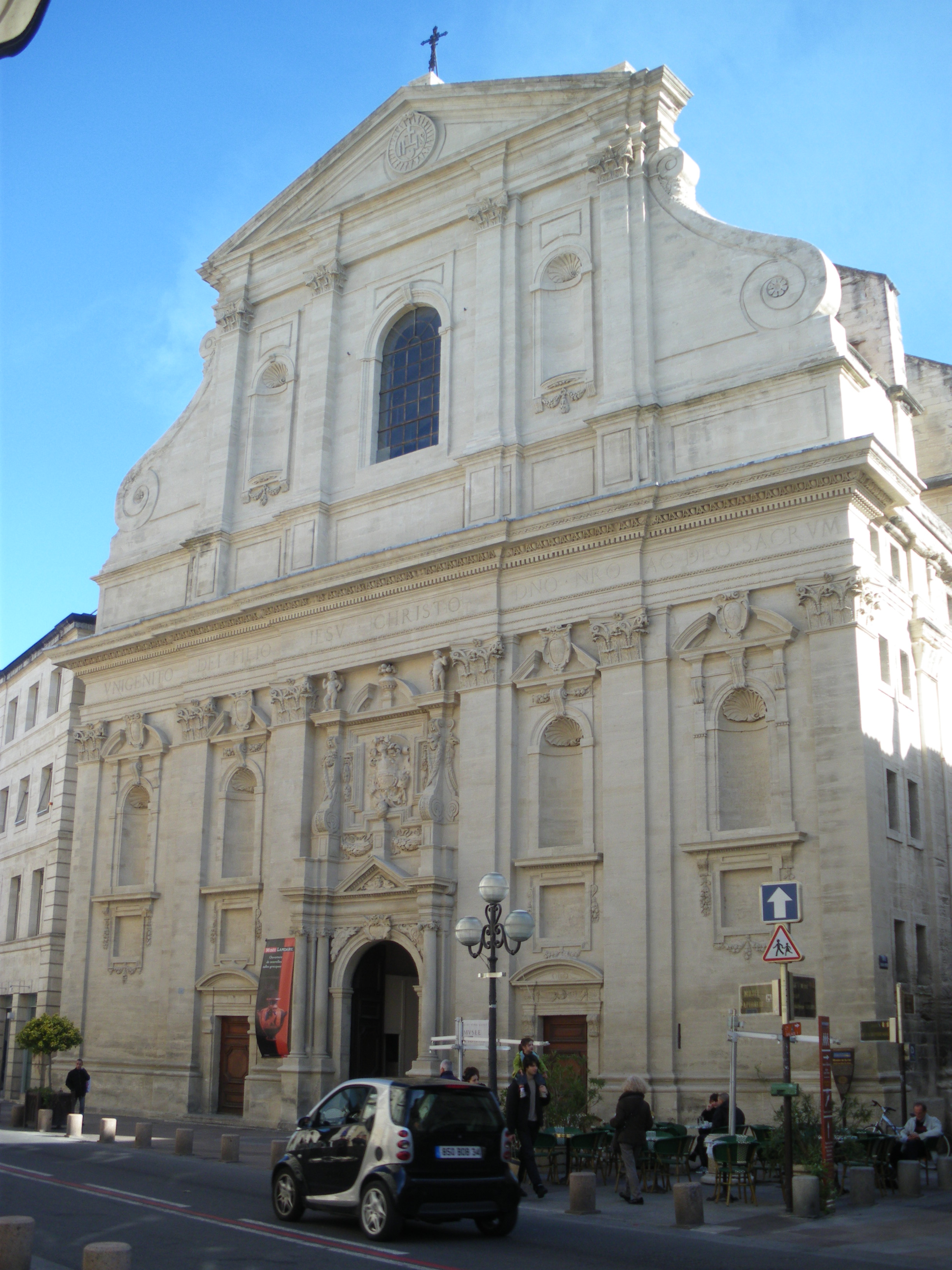
宝石博物馆
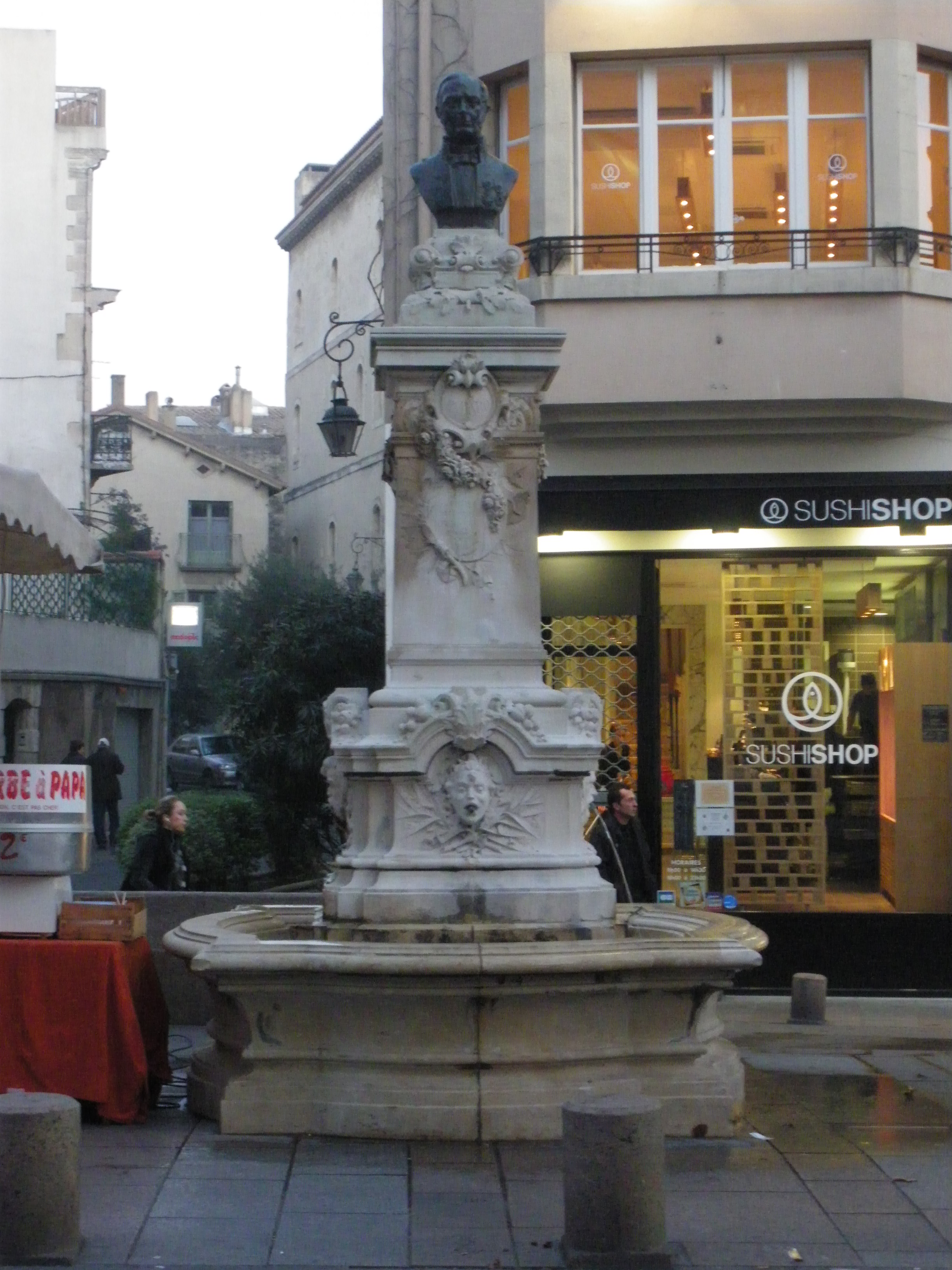
喷泉